# ジョッパーズ

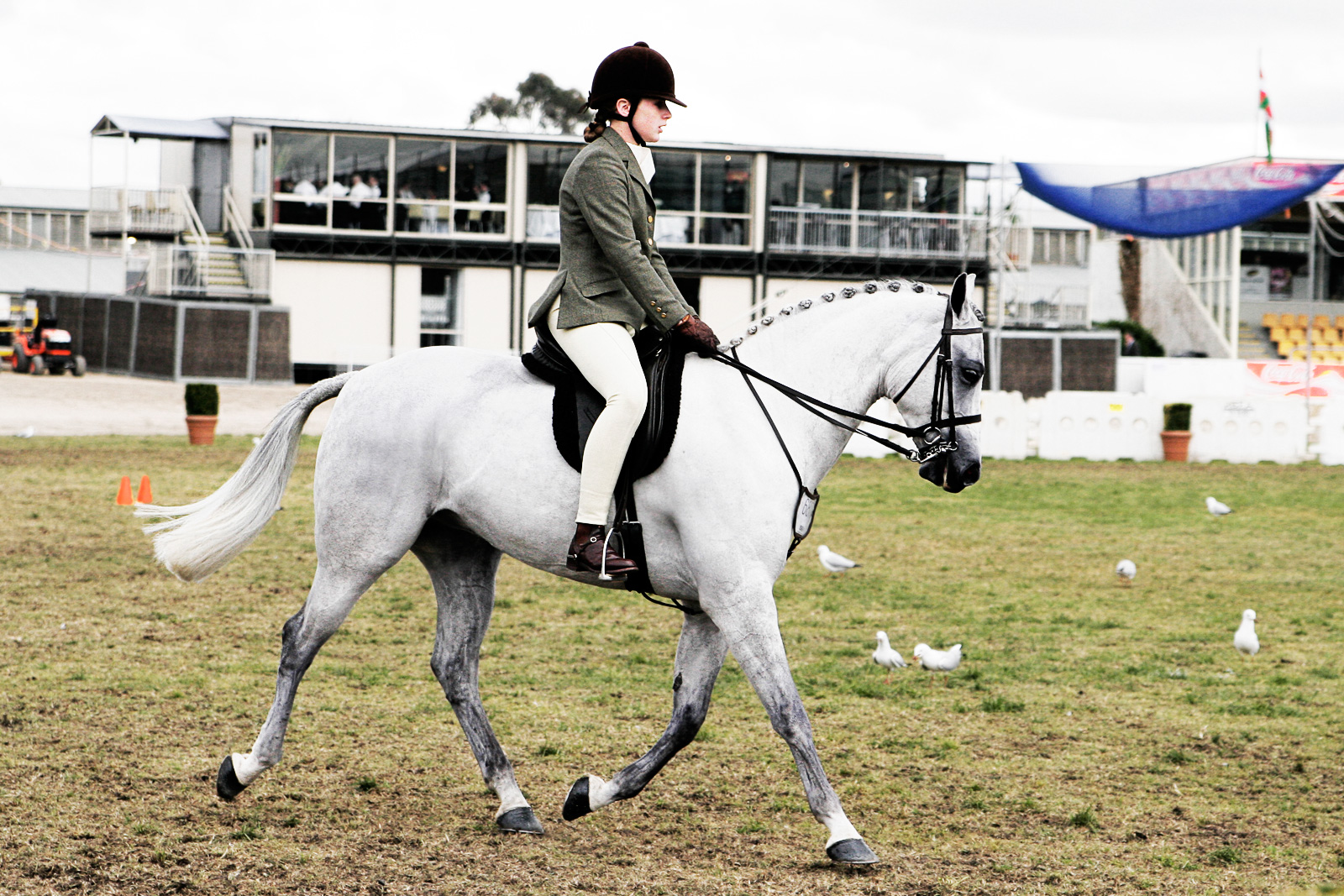
乗馬用ジョッパーズを履いているホースショーの参加者

ジョッパーズ（英：Jodhpurs）とは、足首丈で裾がぴったりとした、タイトフィットなズボンのことである。

## 概要
ジョッパーズには、乗馬服として着用される乗馬用ジョッパーズと、オリジナルの乗馬用ジョッパーズを元にデザインされたファッション服としてのジョッパーズがある。乗馬用の短いブーツであるジョッパーブーツと合わせて着用されるのが正式である。ジョッパーブーツはジョッパーズと同じくジョードプル（Jodhpur）地方発祥の乗馬用ブーツであり、後にファッション用としても取り入れられた点もジョッパーズと同じである。単に「ジョッパーズ」と言うとジョッパーブーツのことを指すこともあるので、それと混同しないように「ジョッパーズパンツ」とも呼ばれる。 
オリジナルのジョッパーズは、膝下から足首までがぴっちりして、腰の周りは横に広がったデザインであり、現在ファッションとして着られるジョッパーズパンツはオリジナルのデザインに近いものが多い。一方、現在は伸縮自在のストレッチ織物が存在しているため、乗馬服としての乗馬用ジョッパーズは、膝下だけでなく全体がぴっちりとしたデザインとなっている。それでも「脚を守りながらも動きやすい」というジョッパーズ本来の役割は失われていない。

## 歴史

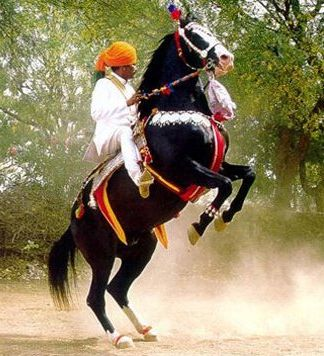
インド原産のマルワリ種の馬。これにチュリダー（ズボン）とモジャリ（靴）を着用して乗馬するのがインドの伝統的な乗馬スタイル

ジョッパーズの起源はインド北部（現在のラージャスターン州近辺）の伝統的なズボンであるチュリダー（Churidar）にある。チュリダーは足首までの丈で、脹脛の周りはぴっちりしていて、腰回りはだぶだぶのズボンで、現代においてもジョードプル地方の結婚式で着用されている。腰回りをだぶだぶにしたデザインは、インドの暑い気候において体の熱を冷ますのに役立つ上に、ストレッチ織物が発明される以前の時代においては、乗馬中に腰と大腿の自由な動きを実現させるのにも役立っていた。
このチュリダーをジョードプル藩王国藩王の若き息子であったIdar領主、プラタープ・シング卿が改良したものが元祖ジョッパーズで、1890年頃にインドで最初に仕立てられた。
シング卿は熱心なポロのプレイヤーであり、1897年のダイヤモンド・ジュビリー（ヴィクトリア女王の在位60周年記念式典）に際し、ポロチームを率いてヴィクトリア女王を表敬訪問した際、彼のチームがポロの試合で連戦連勝したという事実もあいまって、イギリスのファッション界にセンセーションを巻き起こした。それまでのイギリスの乗馬服のスタイルは、乗馬用ロングブーツに脹脛の中ほどまでの長さの乗馬用ブリーチを合わせるという「ブリーチズスタイル」だったが、ジョッパーズパンツにジョッパーブーツを合わせるというシング卿の「ジョッパーズスタイル」は、すぐにイギリスのポロ競技のコミュニティに受け入れられた。

## 使用例

### 乗馬服として
ファッション用のジョッパーズのデザインとは異なる乗馬用ジョッパーズとしての特徴的な仕様としては、まず脚部のカットパターンとシーム（切替線）がある。膝の内側にパッチ（補強布）を当てることもあり、しばしば革のような頑丈な材料が使われる。お尻の部分に革または合皮のパッチを使うこともあり、これは鞍上における乗馬者の安定性を高める役割もある。クラシックな乗馬用ジョッパーズの色はベージュまたはホワイトだが、現在では目的に応じてさまざまな色が用意されている。
乗馬用キュロットは「ジョッパーズ」と「ブリーチ」の2種類があり、ジョッパーズとブリーチが混同される場合がある。乗馬用ブリーチは、乗馬服の一種で、脹脛の中ほどまでの長さで、ロングストッキングおよび乗馬用ロングブーツと一緒に着用されるのが一般的である。一方、乗馬用ジョッパーズは足首までの長さで、短い足首丈のジョッパーブーツと一緒に着用されるのが一般的である。
ただし、乗馬用ブリーチにジョッパーブーツを組み合わせて着用することもできる。単にブリーチとジョッパーブーツのみを着用した場合は、砂や小石などがブリーチとブーツの間に入ってしまう場合があるのであまり具合が良くないが、その上にハーフチャップスを着用すればそういう心配もなく、機能的にも見た目的にも乗馬用ロングブーツを履いた時と同じになる。
子供に乗馬を習わせる場合、子供の成長は早いので、高価な上に手入れの手間も大きいロングブーツと裾上げの面倒なブリーチを買うよりも、安価で手入れの簡単なジョッパーブーツと裾上げの簡単なジョッパーズを買った方が安上がりになる。

### 制服として
乗馬用ジョッパーズのデザインを元にしたデザインの服が、軍服などの制服として採用されることがある。

### ファッションとして
女性の乗馬スタイルとしては、かつては馬背に横向きに坐る「サイドサドル方式」が一般的であったが、女性も男性同様に馬にまたがる乗馬スタイルが一般的となるに従い、女性も1920年代よりジョッパーズを着用するようになった。最初にジョッパーズを着た女性の一人として有名なのがココ・シャネルである。彼女は友人の旦那に、自分の乗馬用ブリーチの着方を真似するように促された。
スポーツウェアからストリートウェアに移行するクロスオーバーファッションの20世紀のトレンドの一つとして、様々なデザイナーが自らのデザインに乗馬服のデザインを取り入れてきており、その中にはジョッパーズも含まれる。 乗馬服を自らのデザインに取り入れたデザイナーの中でも最もよく知られているのがラルフ・ローレンであり、「POLO RALPH LAUREN」ラインのベースは乗馬服がモチーフになっている。POLO RALPH LAURENは1984年にメトロポリタン美術館の衣装研究所部門において「Man and the Horse」と題する展示会を行い、その中でダイアナ・ヴリーランドをキュレーターとして3世紀にわたる乗馬服の歴史を展示した。

### ギャラリー

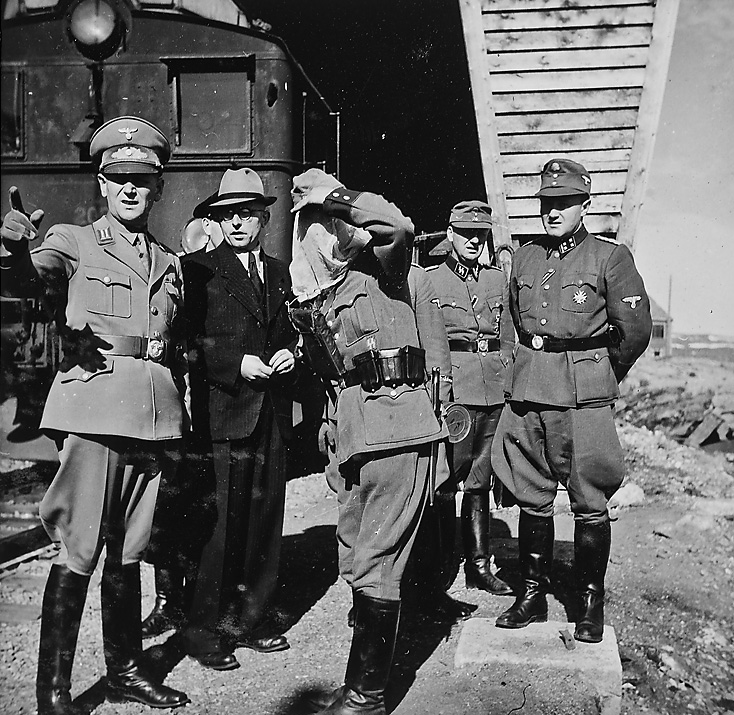
ジョッパーズをベースにした軍服を着用するナチス将校（1942年）
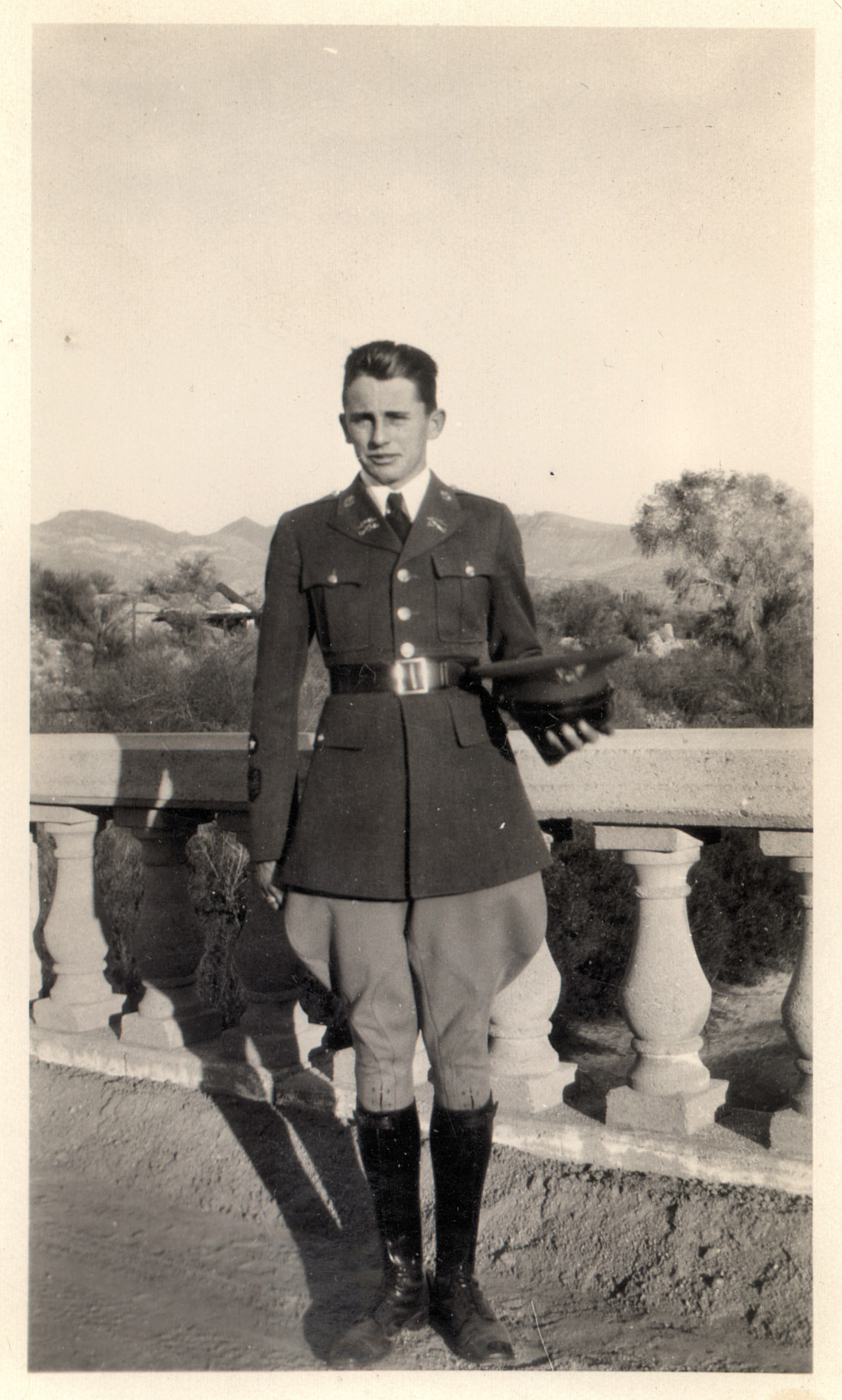
ジョッパーズをベースにした士官学校の制服（1930年代）
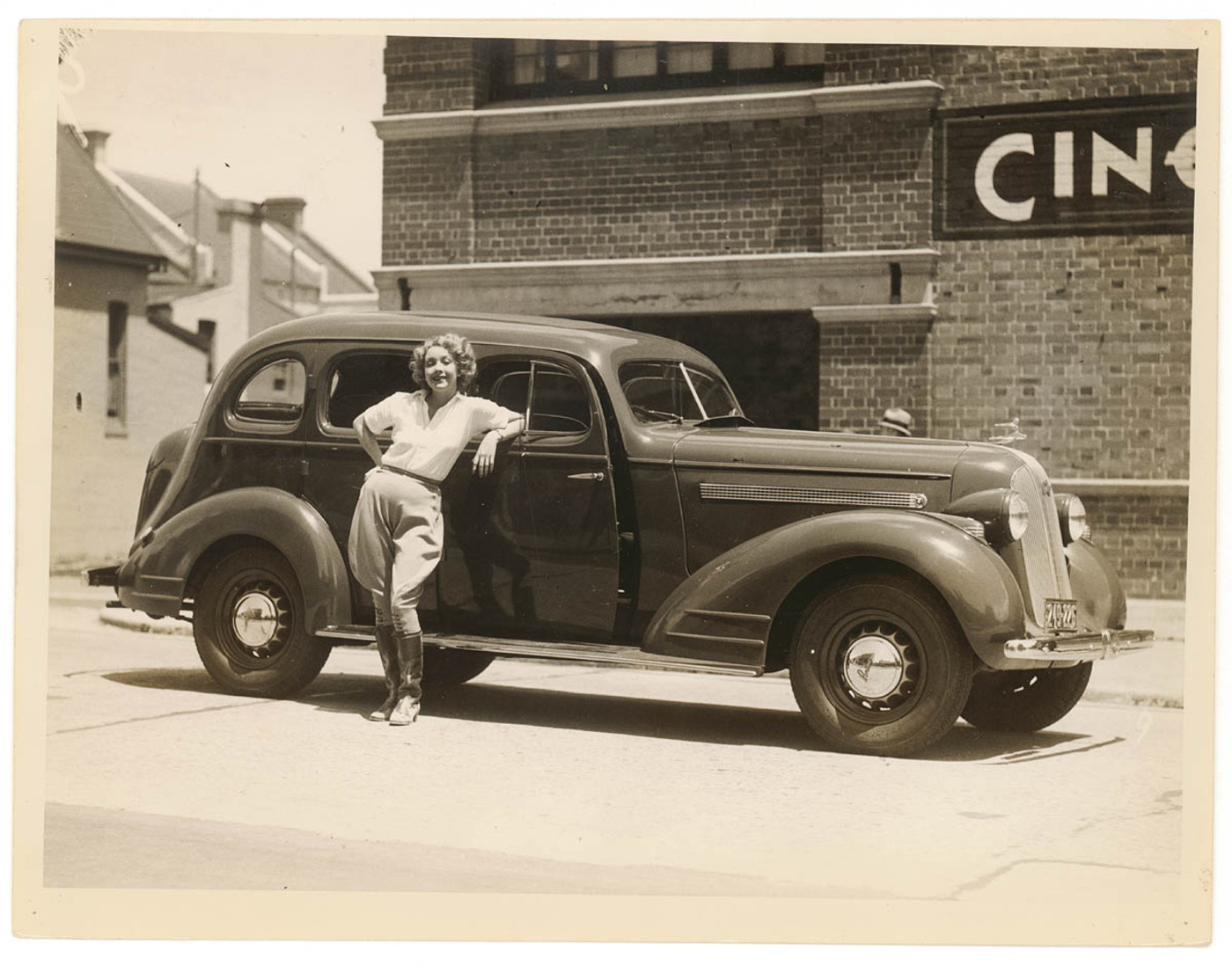
ジョッパーズを着てポーズを取る女優のヘレン・トゥエルヴツリーズ（1935年）
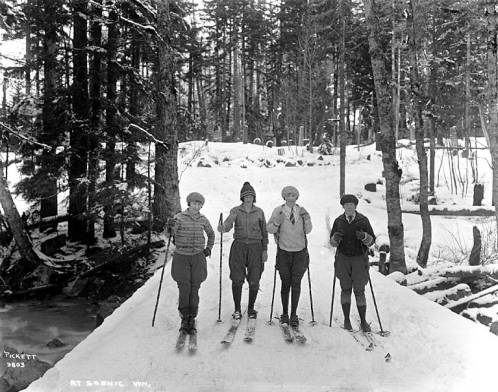
ジョッパーズを着た女性スキーヤー（1928年）

## ケンタッキージョッパーズ

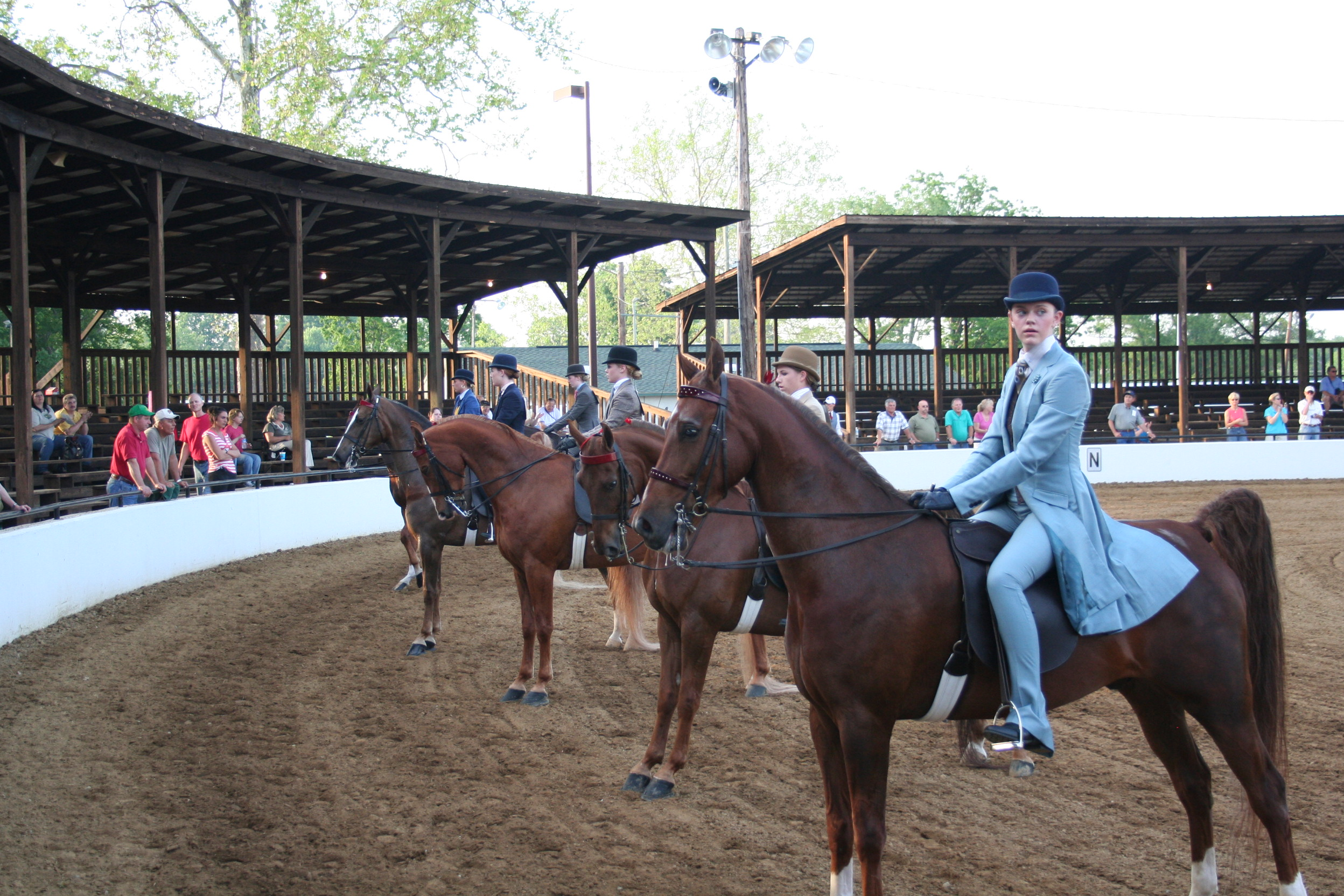
ケンタッキージョッパーズを着た乗馬者

ケンタッキージョッパーズ（Kentucky Jodhpurs）とは、サドルシート方式（アメリカで一般的な乗馬方式）の乗馬方法の時専用に着用される、フルレングスの乗馬用パンツである。
ケンタッキージョッパーズのウエストから足首までは、ハントシート方式の乗馬方法の時に着用されるジョッパーズと同じくぴったりとしているが、丈がかなり長く、裾がジョッパーブーツを覆う形でベルボトム風に広がっており、後部はブーツのかかとの下まで広がり、前部はブーツの甲まで覆っている（ただし、爪先までは達しない）。ケンタッキージョッパーズを着用した場合、その全体的なルックスによって、足が長くて踵が爪先よりも低いという、馬術で要求される理想的なスタイルにより近い印象を与える。ハントシート方式の時のジョッパーズと同様、ゴムのストラップをブーツの下に回してパンツの位置の維持を補助することが出来る。
サドルシート方式において、乗馬者は、男性のビジネススーツに由来する乗馬服のスタイルにケンタッキージョッパーズを合わせて着用する。色は通常は黒やネイビーブルーなどの、ライディングコートに合わせた暗色である。